# První Mexické císařství
Mexické císařství (španělsky Imperio Mexicano) je název zaniklého státu na území Mexika v letech 1822–1823 a 1864–1867 (viz Druhé mexické císařství).

## První mexické císařství

Císař Agustín I. de Iturbide

Když v roce 1821 skončila mexická válka za nezávislost a bylo vyhlášeno Mexické císařství v čele s císařem Agustínem I. de Iturbide. Už o 2 roky později se ale rozdělilo na Mexiko a Spojené středoamerické provincie. Ve španělských rukou zůstaly po roce 1821 pouze Kuba, Portoriko a Španělská Východní Indie. Během první fáze války o nezávislost Mexika bojoval budoucí císař Iturbide proti mexickým povstalcům v španělské královské armádě. Později, pod vlivem liberálních reforem ve Španělsku dojednal s Vicentem Guerrerom, který vedl část povstalců, nezávislost Mexika. 21. července 1822 byl korunován jako Agustín I. císař mexický, ale později ho zbavila moci republikánská vzpoura. Abdikoval 19. března 1823. Po vítězství republikánů a konci prvního mexického císařství se tehdejší Mexiko rozpadlo na Mexiko a Spojené středoamerické provincie, bývalé území na sever od řeky Rio Grande, již předtím anektovaly USA. Po krátkém exilu v Evropě se bývalý císař Agustín I. vrátil do Mexika, kde byl odsouzen na smrt zastřelením a popraven. Jeho vnuci budou později adoptováni příštím mexickým císařem Maxmiliánem I. a jeho ženou Charlottou a nárok na císařský trůn tak zůstane rodině Iturbide.

## Seznam mexických císařů

### První mexické císařství

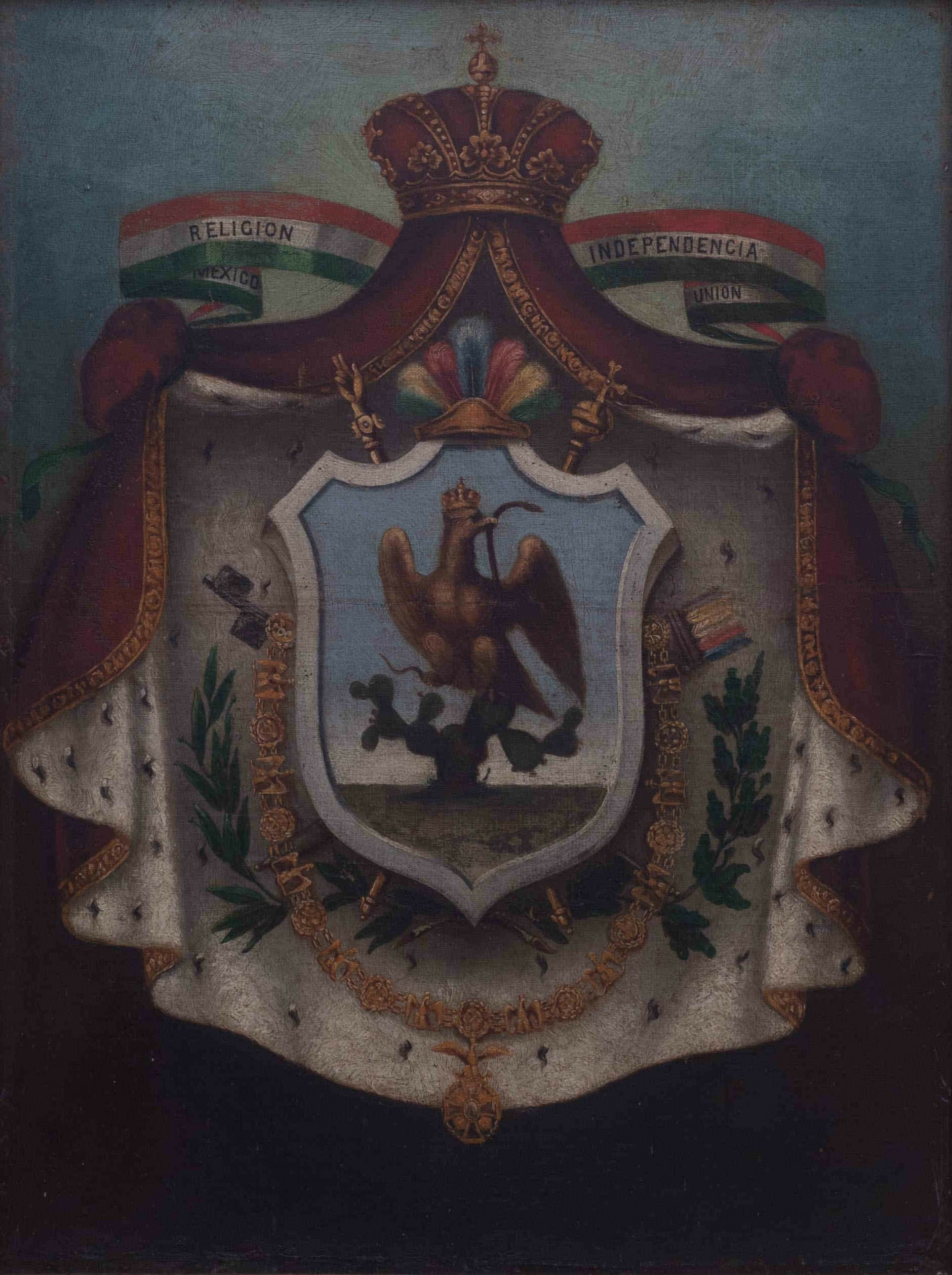
Císařský znak Agustína I. de Iturbide

Grafické ztvárnění císařského znaku Agustína I.

- 1822–1823: Agustín I. – sesazen a později popraven vzbouřenci

### Druhé mexické císařství
Dynastie: Habsbursko-Lotrinská
- 1864–1867: Maxmilián I. Mexický – sesazen a popraven republikánskými vzbouřenci

### Titulární mexičtí císařové
- 1867–1925: Agustín de Iturbide y Green – adoptovaný syn Maxmiliána I., vnuk císaře Agustína I., běžně znám jako Agustín III.
- 1925–1949: Maria Josepha Sophia de Iturbide dcera Salvadora de Iturbide y de Marzána (byl také vnuk císaře Agustína I.).
- 1949–současnost: Maximilian von Götzen-Itúrbide.